# Bornheim (Francoforte sul Meno)
Bornheim è un quartiere (Stadtteil) della città di Francoforte sul Meno, appartenente al distretto Innenstadt IV.